# 아시에르 비얄리브레
아시에르 비얄리브레 몰리나(스페인어: Asier Villalibre Molina, 1997년 9월 30일, 바스크 주 게르니카 ~)는 스페인의 프로 축구 선수로, 현재 라싱 산탄데르에서 스트라이커로 활약하고 있다.

## 클럽 경력
비얄리브레는 바스크 주 비스카이아 도 게르니카 출신으로, 2011년에 아틀레틱 빌바오의 유소년부에 입단했다. 그는 연계 구단 소속으로 2013-14 시즌에 성인 무대 신고식을 치렀고, 15세의 나이로 치른 첫 테르세라 디비시온 경기에서 득점 또한 신고했다.
2015년 5월, 이어서 3부 리그에서 20골을 추가한 후, 비얄리브레는 세군다 디비시온의 2군으로 승격했는데, 그는 이미 빌바오 아틀레틱 소속으로 몇 차례 세군다 디비시온 B의 전 시즌 경기를 모두 참관했다. 8월 24일, 그는 0-1로 패한 지로나와의 안방 경기에서 고르카 산타마리아와 후반전에 교체되어 들어가 첫 프로 경기를 치렀다.
2015년 9월 6일, 비얄리브레는 빌바오 아틀레틱 소속으로 첫 프로 무대 득점을 기록했는데, 마요르카와의 경기에서 결승골을 넣어 3-1 안방 승리를 이끌었다. 17세 341일인 그는 2부 리그에서 2군이 기록한 역대 최연소 득점 기록 2위에 올랐다.(이 부문 1위는 1986년 첫 득점 당시 17세 198일이었던 안데르 가리타노였다.)
2016년 12월 3일, 비얄리브레는 에이바르와의 1군 경기를 앞두고 전 리그 경기에서 퇴장으로 출장할 수 없는 아리츠 아두리스를 대신하기 위해 1군에 차출되었다. 이튿날, 그는 84분에 이냐키 윌리암스와 교체 투입되어 라 리가 무대 신고식을 치렀고, 이케르 무니아인의 추가시간 결승골을 도와 3-1 승리에 일조했다.
2016년 12월 8일, 비얄리브레는 1-1로 비긴 라피트 빈과의 유로파리그 경기에 교체로 출전해 유럽대항전 경기에 처음으로 출전했고, 또다시 승부를 결정짓는 골을 도왔다. 이듬해 5월 2일, 그는 누만시아로 1달 동안 임대되었다.
2017년 8월 20일, 비얄리브레는 2부 리그의 바야돌리드로 1년 동안 임대되었다. 그는 컵 대회에서 2골을 넣는 데에 그쳐 임대 계약이 파기되었고, 이후 로르카와 임시 계약을 맺고 입단했다.
2020년 1월 25일, 1-1로 비긴 에스파뇰과의 원정 경기에 84분 출전해 아틀레틱 소속으로는 처음으로 리그 득점을 신고했다. 이듬해 1월 17일, 그는 바르셀로나를 상대로 막판 동점골을 넣어 경기를 연장전으로 끌고 갔고, 수페르코파 데 에스파냐|우승까지 도달했다. 비얄리브레는 리오넬 메시의 비신사적인 반칙의 대상이 되었는데, 메시는 이 경기에서 처음으로 퇴장을 당했다.

## 국가대표팀 경력
비얄리브레는 비공식 바스크 대표팀의 경기에 2019년 5월, 0-0으로 비긴 파나마와의 원정 경기에서 첫 국가대표 경기를 치른 경력이 짧고 미성숙한 선수들 중 하나였다.

## 경력 통계

### 클럽
2021년 7월 1일 기준
| 구단              | 시즌      | 리그              | 리그 | 리그 | 컵   | 컵 | 대륙 | 대륙 | 기타 | 기타 | 합계 | 합계 |
| 구단              | 시즌      | 리그명            | 출장 | 골   | 출장 | 골 | 출장 | 골   | 출장 | 골   | 출장 | 골   |
| ----------------- | --------- | ----------------- | ---- | ---- | ---- | -- | ---- | ---- | ---- | ---- | ---- | ---- |
| 바스코니아        | 2013–14   | 테르세라 디비시온 | 11   | 6    | —    | —  | —    | —    | —    | —    | 11   | 6    |
| 바스코니아        | 2014–15   | 테르세라 디비시온 | 34   | 20   | —    | —  | —    | —    | —    | —    | 34   | 20   |
| 바스코니아        | 합계      | 합계              | 45   | 26   | 0    | 0  | 0    | 0    | 0    | 0    | 45   | 26   |
| 빌바오 아틀레틱   | 2014–15   | 세군다 디비시온 B | 2    | 0    | —    | —  | —    | —    | 2    | 0    | 4    | 0    |
| 빌바오 아틀레틱   | 2015–16   | 세군다 디비시온   | 32   | 3    | —    | —  | —    | —    | —    | —    | 32   | 3    |
| 빌바오 아틀레틱   | 2016–17   | 세군다 디비시온 B | 27   | 11   | —    | —  | —    | —    | —    | —    | 27   | 11   |
| 빌바오 아틀레틱   | 2018–19   | 세군다 디비시온 B | 38   | 23   | —    | —  | —    | —    | —    | —    | 38   | 23   |
| 빌바오 아틀레틱   | 합계      | 합계              | 99   | 37   | 0    | 0  | 0    | 0    | 2    | 0    | 101  | 37   |
| 아틀레틱 빌바오   | 2016–17   | 라 리가           | 6    | 0    | 0    | 0  | 2    | 0    | —    | —    | 8    | 0    |
| 아틀레틱 빌바오   | 2019–20   | 라 리가           | 19   | 3    | 5    | 2  | —    | —    | —    | —    | 24   | 5    |
| 아틀레틱 빌바오   | 2020–21   | 라 리가           | 35   | 4    | 6    | 1  | —    | —    | 2    | 1    | 43   | 6    |
| 아틀레틱 빌바오   | 합계      | 합계              | 60   | 7    | 11   | 3  | 2    | 0    | 2    | 1    | 75   | 11   |
| 누만시아 (임대)   | 2016–17   | 세군다 디비시온   | 6    | 0    | 4    | 2  | —    | —    | —    | —    | 10   | 2    |
| 바야돌리드 (임대) | 2017–18   | 세군다 디비시온   | 13   | 0    | 0    | 0  | —    | —    | —    | —    | 13   | 0    |
| 로르카 (임대)     | 2017–18   | 세군다 디비시온   | 12   | 0    | 0    | 0  | —    | —    | —    | —    | 12   | 0    |
| 형결 합계         | 형결 합계 | 형결 합계         | 235  | 70   | 15   | 5  | 2    | 0    | 4    | 1    | 256  | 86   |

1. ↑  승격 플레이오프전 출장 경기 기록 포함
2. ↑  유로파리그 출장 경기 기록 포함
3. ↑  2021년에 치러진 2020 코파 델 레이 결승전 출장 경기 기록 포함]] (2021년도 참가)
4. ↑  수페르코파 데 에스파냐 출장 경기 기록 포함

## 수상
아틀레틱 빌바오
- 수페르코파 데 에스파냐: 2020–21[19]
- 코파 델 레이 준우승: 2019–20,[20] 2020–21[21]